# میروسلاو تابورسکی
میروسلاو تابورسکی (چکی: Miroslav Táborský؛ زادهٔ ۹ نوامبر ۱۹۵۹) بازیگر اهل جمهوری چک است.
از فیلم‌ها یا برنامه‌های تلویزیونی که وی در آن نقش داشته‌است می‌توان به تلماسه فرانک هربرت، سه برادر، سفر به اروپا، برادران گریم، مسافرخانه، کلیا، بینوایان، دختر رؤیاهای شما، عملیات سیلور ای، تومان، سفیدبرفی و سوختن در باد اشاره کرد.